# تارلاک
تارلاک (Tarlac) یکی از استان‌های کشور فیلیپین است. این استان بخشی از جزیرهٔ لوزون به شمار می‌رود.
مرکز این استان شهر تارلاک سیتی است. جمعیت آن حدود یک میلیون و هفتاد هزار نفر است. مساحت این استان سه هزار و پنجاه و سه کیلومتر مربع است .